# Agapetes spissa
Agapetes spissa är en ljungväxtart som beskrevs av Airy Shaw. Agapetes spissa ingår i släktet Agapetes och familjen ljungväxter. Inga underarter finns listade i Catalogue of Life.